# Metropolitanato de Nicomedia

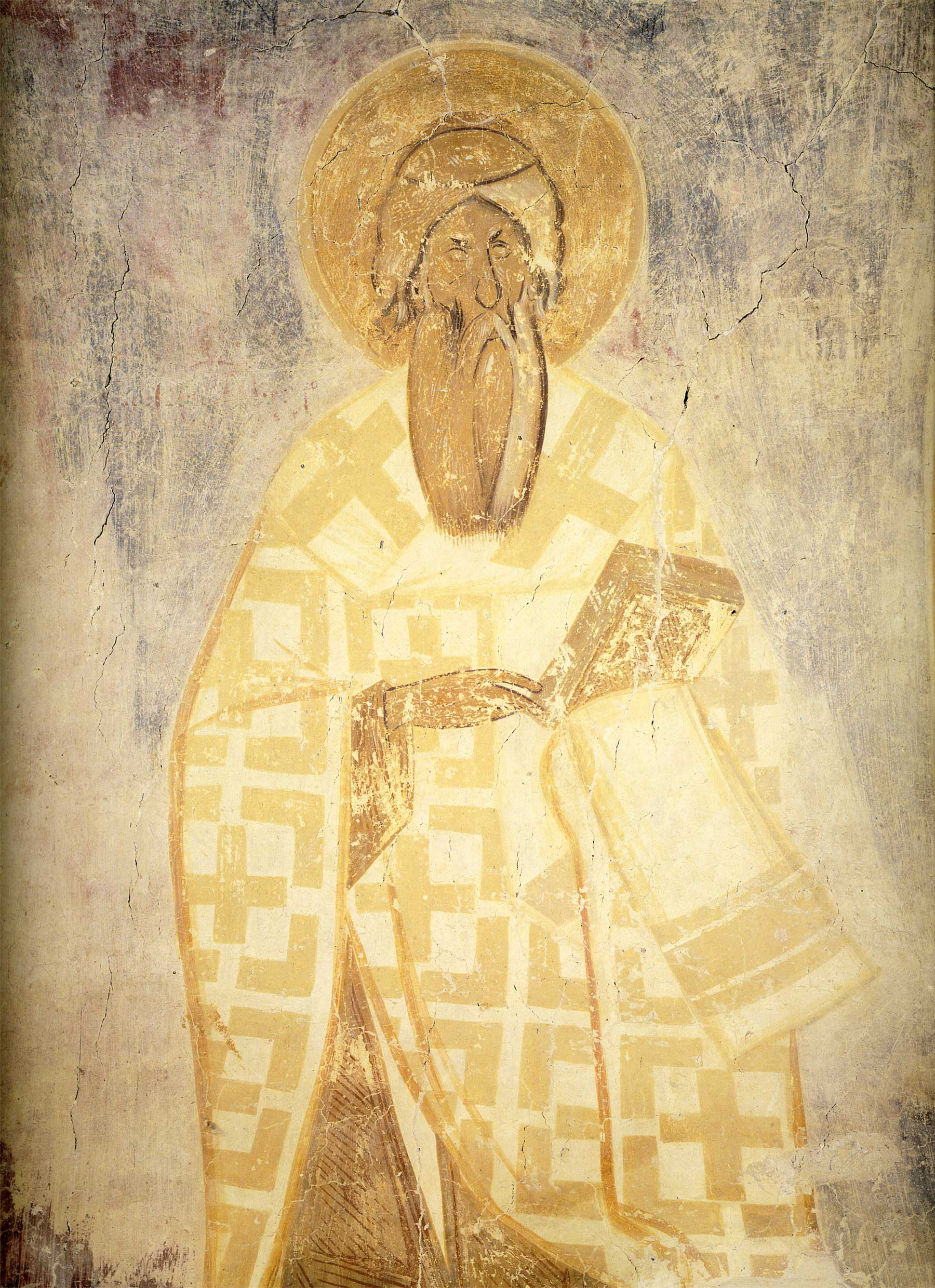
Antimo de Nicomedia, obispo de Nicomedia y mártir a inicios del.

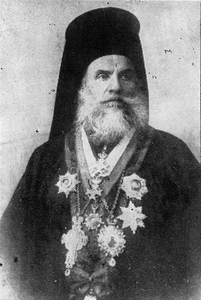
Alexandros Rigopoulos, último metropolitano residente en Nicomedia (1910-1928).

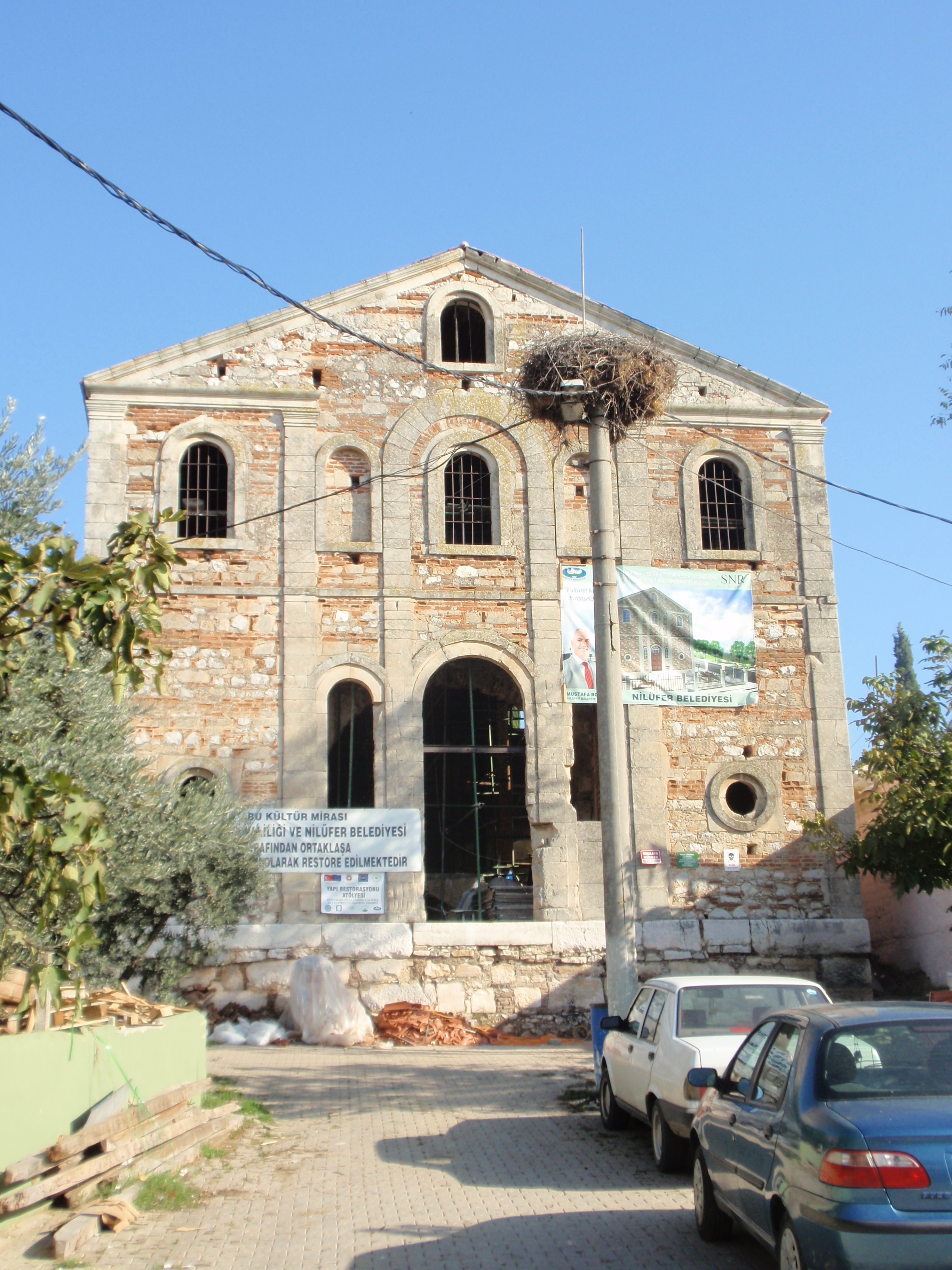
Iglesia de San Pataleón en Gölyazı.

El metropolitanato de Nicomedia (en griego: Ιερά Μητρόπολη Νικομηδείας) es una diócesis de la Iglesia ortodoxa perteneciente al patriarcado de Constantinopla, que ha sido ocupada por algunos metropolitanos titulares desde el exilio de sus fieles en 1922. Su sede estaba en Nicomedia (la actual İzmit) en Turquía. Su titular lleva el título de metropolitano de Nicomedia, el más honorable ('hipertimos') y exarca de toda Bitinia (en griego: Ο Νικομηδείας υπέρτιμος και έξαρχος πάσης Βιθυνίας). Es una antigua sede metropolitana de la provincia romana de Bitinia en la diócesis civil del Ponto y en el patriarcado de Constantinopla.

## Territorio
El territorio del metropolitanato se encuentra entre las provincias de Kocaeli, Sakarya, Yalova y Bursa. Incluye también la isla Imrali en la provincia de Bursa. El área del metropolitanato se divide en dos secciones separadas. La sección principal limita al norte y al este con el metropolitanato de Calcedonia; al sur con el metropolitanato de Nicea; y al oeste con el mar de Mármara. La sección Apolonia limita al norte con mar de Mármara; al este con el metropolitanato de Prusa; y al sur y al oeste con el metropolitanato de Nicea (sección Militópolis).
Además de İzmit, otras localidades del metropolitanato ubicadas en la sección principal son: Adapazarı, Hendek, Sapanca, Karamürsel y Yalova. La sección Apolonia incluye: Gölyazı (antigua Apolonia o Apollonia ad Rhyndacum en una península del lago Uluabat), Armutlu e Imrali.

## Historia
Remotos son los orígenes de la comunidad cristiana de Nicomedia. Según la tradición, recogida en los menologios griegos, el primer obispo habría sido san Procoro, uno de los siete diáconos instituidos en Jerusalén por los apóstoles (Hechos de los Apóstoles 6,5). El primer testimonio sobre la comunidad de Nicomedia, según Eusebio de Cesarea, es una carta escrita por Dionisio de Corinto a los cristianos de la ciudad sobre la herejía marcionita.
Incontables son los santos y mártires de Nicomedia mencionados por el Martirologio Romano. Entre ellos: Adriano, Juliana, Olimpia, Bárbara, Flavio y Pantaleón.
Con la reforma de Dioclesiano al Imperio romano en 284, Nicomedia se convirtió en la capital de la provincia romana de Bitinia en la diócesis civil del Ponto y capital de la parte oriental del Imperio hasta la fundación de Constantinopla en 330. Al mismo tiempo se elevó al rango de sede metropolitana de la provincia. El Concilio de Nicea I en 325 aprobó la ya existente organización eclesiástica según la cual el obispo de la capital de una provincia romana (el obispo metropolitano) tenía cierta autoridad sobre los otros obispos de la provincia (sufragáneos), utilizando por primera vez en sus cánones 4 y 6 el nombre metropolitano. Quedó así reconocido el metropolitanato de Nicomedia en la provincia romana de Bitinia. El canon 6 reconoció las antiguas costumbres de jurisdicción de los obispos de Alejandría, Roma y Antioquía sobre sus provincias, aunque no mencionó a Cesarea, su metropolitano también encabezaba de la misma manera a los obispos de la diócesis civil del Ponto como exarca del Ponto, entre ellos al metropolitanato de Nicomedia. El canon 28 del Concilio de Calcedonia en 451 pasó al patriarca de Constantinopla las prerrogativas del exarca del Ponto, por lo que el metropolitanato de Nicomedia pasó a ser parte del patriarcado.
En las controversias teológicas que animaron a la Iglesia en el siglo IV, el obispo Eusebio de Nicomedia fue uno de los principales partidarios del arrianismo. Depuesto en el Concilio de Nicea en 325, pudo ocupar nuevamente la sede de Nicomedia en 329 y en 339 se convirtió en obispo de Constantinopla.
La controversia arriana también fue el origen de la disputa entre Nicomedia y Nicea por el predominio sobre la provincia de Bitinia, que se acentuó cuando Nicea, en el momento de los emperadores Valentiniano I (364-375) y Valente (364-378), fue elevada al rango de sede metropolitana. La antigua cuestión se resolvió durante el Concilio de Calcedonia (451), cuando Nicomedia fue declarada la única metrópolis de Bitinia, mientras que Nicea fue reconocida como el único título honorario, en segundo lugar entre las diócesis de la provincia, después de Nicomedia.
En las Notitiae Episcopatuum, la primera de los cuales data de circa 640, la sede de Nicomedia siempre aparece en el séptimo lugar en el orden jerárquico de las sedes metropolitanas del patriarcado de Constantinopla, después de Cesarea, Éfeso, Heraclea, Ancyra, Cícico y Sardes (Filadelfia en el siglo de XIV). Las diversas Notitiae atribuyeron a Nicomedia 12 sedes sufragáneas: Prusa (también llamada Teópolis), Preneto, Helenópolis, Basilinópolis, Dascilio, Apolonia, Neocesarea, Adriani, Cesarea, Cadossia (también llamada Gallo o Lofi), Dafnusia y Ariste (o Eriste).
Después de la conquista cruzada de Constantinopla en 1204, Nicomedia fue tomada por el Imperio latino en 1206 y la sede estuvo ocupada durante cierto período por los arzobispos latinos. Se conocen tres arzobispos anónimos mencionados en las cartas de los papas Inocencio III y Honorio III. En 1054 se produjo el Cisma de Oriente y los metropolitanos de Nicomedia quedaron dentro de la Iglesia ortodoxa de Constantinopla. Circa 1240 Nicomedia fue capturada por los bizantinos del Imperio de Nicea.
La isla de Imrali fue ocupada por los otomanos en 1308. Nicomedia fue la última ciudad en Asia Menor que permaneció bajo control bizantino en las primeras décadas del siglo XIV, hasta su conquista por los otomanos en 1337. Eso puso en crisis la organización eclesiástica de Bitinia, la sede estuvo probablemente vacante durante mucho tiempo y es incierto que los pocos prelados conocidos hayan ejercido las funciones de los metropolitanos. En 1402 los bizantinos recuperaron Nicomedia, pero los otomanos la volvieron a tomar en 1419. La sede se reorganizó con el fin del Imperio bizantino (1453) y la incorporación institucional del patriarcado ortodoxo en las estructuras otomanas. Está documentado en dos documentos patriarcales de 1483 y 1525.
La gran concentración de diócesis en Bitinia y las regiones circundantes (Calcedonia, Nicomedia, Nicea, Prusa, Cícico), en un período en el que solo unas pocas diócesis sobrevivieron en Asia Menor cubriendo áreas muy grandes, no solo se debe al rango y la importancia de estos lugares, pero también por una razón más práctica, a saber, su proximidad a Constantinopla y, por lo tanto, la posibilidad, para sus metropolitanos, de participar con frecuencia en las sesiones del Santo Sínodo de Constantinopla, o residir permanentemente en el capital manteniendo un contacto constante con sus sedes.
A diferencia de lo que sucedió con otras diócesis, los metropolitanos continuaron residiendo en Nicomedia, lo que indica que la ciudad durante mucho tiempo acogió una gran comunidad cristiana, a pesar del declive general en la presencia cristiana en Bitinia debido a las conversiones progresivas y constantes al islam. Está documentado que en el siglo XVI Nicomedia todavía tenía la diócesis de Apolonia como sufragánea. Es uno de los raros casos de obispos dependientes conocidos en Asia Menor durante el período otomano.
En el siglo XVIII, el papel y el prestigio del metropolitano de Nicomedia aumentó con el decreto otomano de 1757 que estableció el grupo restringido de los cinco metropolitanos, que incluía, además del de Nicomedia, los metropolitanos de Heraclea, Cícico, Nicea y Calcedonia. Estos estaban obligados a participar en las sesiones del Santo Sínodo, por lo tanto habitualmente residían en la capital. También tenían acceso directo al sultán, con la obligación de comunicar la elección del nuevo patriarca o de proponer su destitución.
En 1918 Nicomedia fue ocupada por los británicos y el área de Apolonia fue ocupada por el ejército griego en junio de 1920, mientras que Nicomedia lo fue en julio y Adapazarı el 15 de marzo de 1921. Las fuerzas griegas se retiraron de Nicomedia el 28 de junio de 1921 y de Apolonia en agosto de 1922. La población griega fue evacuada o masacrada por los turcos. Tras el Tratado de Lausana, para poner fin a la guerra greco-turca, se implementó un intercambio de poblaciones entre Grecia y Turquía en 1923 que condujo a la extinción completa de la presencia cristiana ortodoxa en el territorio del metropolitanato de Nicomedia. El último metropolitano residente fue Alexandros Rigopoulos, quien murió en 1928. En el momento del intercambio de poblaciones, la sede metropolitana incluía poco más de sesenta mil fieles ortodoxos.

## Cronología de los obispos
- San Prócoro †
- Evandro † (siglo II-siglo III)
- Cirilo I † (mencionado en 290 circa)
- San Antimo † (?-circa 303/304 falleció)
- Eustolio † (circa 314-circa 324)
  - Eusebio † (circa 324-325 depuesto) (obispo arriano)
- Anfión † (325-329)
  - Eusebio † (329-circa 339 nombrado arzobispo de Constantinopla) (arriano, por segunda vez)
- Anfión † (339-?) (por segunda vez)
- Cecropio † (antes de 351-358 falleció)
- Maratonio † (mencionado en 375 circa)
- Onésimo †
- Eufrasio † (mencionado en 381)
- Patricio †
- Geroncio † (circa 390-circa 400)
- Pansofio †
- Diodoro †
- Imerio † (?-431 depuesto)
- Eunomio † (antes de 449-después de 458/459)
- Esteban I † (antes de 518-después de 520)
- Talasio † (mencionado en 536)
- Juan I † (mencionado en 553)
- José † (mencionado en 560 circa)
- Pedro I † (antes de 680-después de 692)[8]
- Anónimo † (siglo VIII)[9]
- Constantino I † (mencionado en 763/764)[10]
- Pedro II † (mencionado en 787)[11]
- Eusebio † (fines del siglo VIII)[12]
- San Teofilacto I † (después de 784-circa 803 depuesto)[13]
- Anónimo † (mencionado en 811 circa)[14]
- San Teofilacto I † (antes de 814-circa 815 depuesto) (por segunda vez)[13]
- Gregorio I † (antes de la mitad del siglo IX)[15]
- Anónimo † (antes de la mitad del siglo IX)[16]
- Ignacio I † (?-circa 845/846 depuesto)[17]
- Juan II † (mencionado entre 859 y 867)[18]
- Jorge † (mencionado en 879-880)[19]
- Gregorio II † (mencionado en 912)[20]
- Ignacio II † (antes de 920-después de 945)[21]
- Esteban II † (antes de 997-después de 1008/1009)[22]
- Juan III † (mencionado en 1030)
- Antonio Paches † (antes de 1035-después de 1039)
- Basilio † (mencionado en 1071)
- Miguel I † (mencionado en 182)
- Constantino II † (antes de 1094/1095-después de 1136)
- Niceto †
- Juan IV † (mencionado en 1152)
- Teofilacto II † (mencionado en 1157)
- Miguel II † (antes de 1166-después de 1169)
- Juan V † (antes de 1174-después de 1177)
- Juan VI † (mencionado en 1232)[23]
- Caracalo † (antes de 1289-después de 1300)
- Cirilo II † (mencionado del 1285 al 1316)
- Máximo † (mencionado del 1324 al 1327)
- Macario I † (antes de 1385-después de 1397)
- Macario II † (mencionado en 1450)
- Dionisio † (?-1546 electo patriarca de Constantinopla)
- Sisinio † (antes de 1578-después de 1580
- Cirilo III † (mencionado en 1641)
- Neófito † (mencionado en 1671)
- Paisio † (antes de 1716-20 de noviembre de 1726 electo patriarca de Constantinopla)
- Serafín † (?-mitad de marzo de 1733 electo patriarca de Constantinopla)
- Atanasio Karydis † (noviembre de 1791-10 de abril de 1821 ejecutado por los otomanos)
- Panareto † (abril de 1821-abril de 1837 falleció)
- Antimo II Vamvakis † (agosto de 1837-20 de febrero de 1840 electo patriarca de Constantinopla)
- Dionisio II Kotakis † (febrero de 1840-22 de agosto de 1877 falleció)
- Filoteo Vryennios † (24 de agosto de 1877-25 de noviembre de 1910 renunció)
- Alejandro Rigopoulos † (25 de noviembre de 1910-27 de junio de 1928 falleció)
  - Sede vacante (1928-2002)
- Simeón Amaryllios † (9 de julio de 2002-18 de octubre de 2003 falleció)
- Joaquín Nerantzoulis, desde el 21 de marzo de 2008

### Arzobispos latinos
- Anónimo † (marzo de 1208-1211 falleció)
- S. † (26 de julio de 1211-después de mayo de 1218)
- Anónimo † (mencionado en 1223)